# Giorgio Agliani
Giorgio Agliani (auch Geo Agliani, * 2. Oktober 1910 in Mailand; † Mai 1996) war ein italienischer Filmproduzent.

## Leben
Agliani war nach dem Zweiten Weltkrieg als Produktionsleiter oder Produzent für eine Reihe bemerkenswerter Filme wie Achtung! Banditi! oder Tragische Jagd verantwortlich. Mit dem Voranschreiten der 1950er Jahre verlagerte er sein Interesse mehr und mehr auf kommerzielle Genreware. So entstanden bis 1970 zahlreiche Abenteuerfilme und Filmkomödien. 1974 zeichnete er für einen Kompilationsfilm mit Franco & Ciccio als Regisseur verantwortlich, bis er mit L'Agnese va a morire von Giuliano Montaldo nochmals einen anspruchsvolleren Stoff finanzierte.

## Filmografie (Auswahl)
- 1946: Tragische Jagd (Caccia tragica)
- 1951: Achtung! Banditi!
- 1960: Theseus, Held von Hellas (Teseo contro il Minotauro)
- 1963: Die Sklavinnen von Damaskus (L'eroe di Babilonia)
- 1969: Die Nackte und der Kardinal (Beatrice Cenci)
- 1974: Franco e Ciccio superstars (Kompilationsfilm, Zusammenstellung)
- 1976: Agnes geht in den Tod (L'Agnese va a morire)